# (28553) Bhupatiraju
(28553) Bhupatiraju est un astéroïde de la ceinture principale d'astéroïdes.

## Description
(28553) Bhupatiraju est un astéroïde de la ceinture principale d'astéroïdes. Il fut découvert le 8 mars 2000 à Socorro (Nouveau-Mexique) par le projet LINEAR. Il présente une orbite caractérisée par un demi-grand axe de 2,21 UA, une excentricité de 0,15 et une inclinaison de 1,7° par rapport à l'écliptique.

## Compléments